# 安哥拉白人
安哥拉白人，是指為歐洲人後裔的安哥拉居民，多數是德裔和葡萄牙裔(p包括葡裔巴西人)，在安哥拉人民共和国時期，也有俄羅斯人和波蘭人來到。
在殖民地和今天，安哥拉的絕大多數白人定居者都具有葡萄牙血統。此外，許多德國人和阿非利卡人定居在安哥拉南部，德國人集中在納米貝和本格拉，而阿非利卡人則集中在韋拉省。到1975年，大多數阿非卡利人和德國人已前往納米比亞和南非。本格拉有一所德語學校叫Deutsche Schule Benguela。
目前，白人是安哥拉的少數民族，佔該國人口的1％以上。白人通常說葡萄牙語，因為自安哥拉內戰以來，葡萄牙人是唯一在該國保持大量人口的歐洲人。